# Paris Lenon
Paris Michael Lenon (26 de noviembre de 1977 en Lynchburg, Virginia) es un jugador de fútbol americano que ocupa la posición de linebacker y que milita en las filas de los Arizona Cardinals de la National Football League (NFL). Fue firmado por los Carolina Panthers como agente libre no reclutado en el 2000. Jugó fútbol americano universitario en Richmond.

## Carrera profesional

### Carolina Panthers
Lenon fue firmado por los Carolina Panthers como agente libre tras el Draft de la NFL de 2000 , pero fue liberado por el equipo el 9 de junio de 2000.

### Memphis Maniax
Después de no tener equipo durante la temporada 2000, Lenon fue miembro de los Memphis Maniax de la XFL en la temporada 2001 (y única temporada).

### Green Bay Packers
Después de jugar en la XFL, Lenon firmó con los Green Bay Packers el 26 de abril de 2001. Fue cortado por el equipo el 24 de julio de 2001.

### Seattle Seahawks
Lenon fue firmado por los Seattle Seahawks el 16 de agosto de 2001 y fue cortado por el equipo el 27 de agosto de 2001.

### Segunda temporada con los Packers
Lenon se reincorporó a los Packers el 27 de diciembre al unirse al escuadrón de prácticas por el resto de la temporada regular y los playoffs. Después de la temporada, fue asignado a los Amsterdam Admirals de la NFL Europa durante la primavera la temporada 2002. En 2002, Lenon jugó en los 16 partidos para los Packers, principalmente en equipos especiales. Él jugó en los 16 partidos en el 2003 y 2004 para los Packers, iniciando de titular en 4 partidos en el 2004 como linebacker. Lenon fue titular en 12 juegos en el 2005, su última temporada con los Packers.

### Detroit Lions
Lenon firmó un contrato de 3 años con los Detroit Lions 22 de marzo de 2006. Su temporada 2007 fue la mejor de su carrera. Él consiguió 116 tackleadas (86 en solitario, 30 acompañado), 2 balones sueltos forzados y una interceptación. Lenon fue también el líder del equipo en tackleadas en la temporada 2008, el tercer año consecutivo fue titular en los 16 partidos de los Lions.

### New England Patriots
Lenon firmó con los New England Patriots el 27 de mayo de 2009. Fue puesto en libertad el 5 de septiembre de 2009.

### St. Louis Rams
Lenon firmó con los St. Louis Rams el 16 de septiembre de 2009. Lenon fue el apoyador titular después de que Will Witherspoon fuera cambiado a los Eagles. Lenon lideró al equipo con 3 balones sueltos forzados.

### Arizona Cardinals
Lenon firmado con los Arizona Cardinals el 15 de marzo de 2010.